# Nikotinförgiftning
Nikotinförgiftning, kan uppkomma genom ett alltför intensivt tobaksbruk eller genom att barn av misstag äter cigaretter eller aska. Förtäring av upp till två centimeter av en normal cigarett är dock ofarligt. Snus innehåller mer finkornig tobak med hög nikotinhalt och kan därför innebära större risk för förgiftning, liksom pipolja.
Förgiftningssymtom är blekhet, illamående, kräkningar och hastig puls (Takykardi). Behandlingen är att snabbt framkalla kräkning och ge kol (koltabletter eller kolpulver). Eventuellt måste förgiftningen behandlas på sjukhus.